# 菅原あき
菅原 あき（すがわら あき、1966年10月21日 - ）は日本の女優、声優、ナレーター。無名塾、仕事に所属。埼玉県出身。
舞台での主演作として一の宮はじめ脚本の『JazzSinger』などがある。

## 略歴
最初に見た映画は東映まんがまつりの『フィンガー5の大冒険』。アニメが見る機会が多く、記憶に残っており、感銘を受けたのは『ダンボ』。吹き替えの声優たちが、テンポに合わせて生き生きとたくさんの歌を歌っているのがすばらしく、感激して、映画の世界に入りこんで、夢中になって見ていたという。
その後は、テレビの吹替版で歌が好きなため、『サウンド・オブ・ミュージック』、『ウェスト・サイド物語』が印象に残っており、子供の頃は、テレビの吹替版で映画を見ていたという。
演じてみたいと具体的に思い始めたのは小学校の学芸会の時である。たくさんの人物を前に、10円玉を演じて「わたしは10円玉です」と言った一言でドッと観客が沸くその体験をして、「これは面白いかもしれない、私はもしかしたら向いてるかもしれない」と思ってしまい、それがきっかけになったという。
人前で話すことが好きで、学級委員にも務めていた。国語の朗読は好きで、菅原自身の朗読をカセットに録音してみたりしており、アニメを録画して、セリフを聞き起こし、録音した声と一緒に「よーいドン！」で流したりしていた。小学校の卒業文集で、将来なりたい職業に「歌手、声優、俳優」と書いていたという。
テレビドラマでの大竹しのぶの演技に感銘を受けて、だんだん「芝居をやりたい」「彼女のような女優になりたい」と思うようになった。
その後、母に頼みこんで、週に1度児童劇団に通わせてもらっていた。中学3年生〜高校1年生の時の児童劇団時代に、友人から無名塾を教えてもらって、「少人数で、個人に合わせてマンツーマンで指導してくれる」と聞いて、「是非受けてみたい」と思ったという。
当時、役所広司が人気であり、無名塾出身と知って師匠の仲代達矢のことは後から知ったという。
高校2年生で塾のオーディションを受けたが、当時、パンパンに太っており、3次試験まで残ったものの「その体型じゃねえ・・・」と言われて不合格。1年かけてダイエットして10kg近く落として、高校3年生の春に再挑戦して、入塾したという。
入塾したその年の秋、NHKのオーディションに受かってNHK連続テレビ小説『はね駒』で女優デビュー。
しかし何も勉強していないうちで、緊張するばかりで、芝居が出来ないことから、役がどんどん小さくなっていき、台本をもらって本読みをするが、芝居ができないと台詞も出番もカットされ、周囲に助けてもらっていたという。
仲代の妻の宮崎恭子も見かねて、台本がくる度に毎回稽古をみてくれており、番組が終えてから宮崎から「あんたはもう下手っていうことを世の中に知らしめてしまったから、あと10年は世に出られないわね。しかもよっぽど芝居がうまくならないと出られないわ」と言われ、「じゃあここからの10年は、うまくなれるようがむしゃらに頑張ろう！地道に勉強しなくては！」と痛感していたという。
表現者として何が必要なのか見えていないままで、仕事をもらっても今一つ結果をだせない状況が続いていたという。
入塾して10年目の年、事務所のマネージャーから「映像テクノアカデミアで勉強ができるよ」と教えてもらい、「今さら学校に通うのはどうかな？」と思っていたが、声の仕事にも興味があり、「もう一度一から勉強してみたい」と思っていたため、思いきって入学を決めた。
東北新社のディレクターが直接教えてくれること、講師の皆が、様々な分野からいたのが魅力的だったことから映像テクノアカデミアを選ぶ。
映像テクノアカデミア1期卒業後、舞台と並行して声優としての活動も始める。
同じクラスに青山穣、浅野まゆみ、乃村健次がいる。

## 人物
趣味はウォーキング、歌（ジャズほか）、ダンス。

## 出演

### 舞台
- ルパン (1987年)
- リチャード三世 (1996年)
- わが町　(1998年)
- どん底 (1999年)
- Jazz Singer 1 (2002年)
- Jazz Singer 2 (2003年)
- 森は生きている (2003年)
- Jazz Singer 3 (2004年)
- かくれんぼ (2006年)

### 映画
- 翔べ明日へ（1992年）
- ラストシーン（2002年）
- 母のいる場所（2003年）
- 人類資金（2013年）
- 半世界（2019年） - 奈月 役
- 一度も撃ってません（2020年） - 権田原 役
- われ弱ければ 矢嶋楫子伝（2022年） - 矢嶋久子 役

### テレビドラマ
1987年
- はね駒 ‐ 浜田くに

1991年
- 結婚の行方
- さすらい刑事旅情編

1992年
- 球形の荒野

1993年
- 清左衛門残日録
- 銭形平次
- 八丁堀捕物ばなし

1994年
- 暴れん坊将軍
- 探偵事務所
- 火車

1995年
- 御家人斬九郎
- 風の刑事

1996年
- ナースのお仕事

1997年
- 取調室
- 鬼平犯科帳

1998年
- いのちの器

2000年
- リミット もしも、わが子が…

2002年
- 身辺警護
- 火曜サスペンス劇場 / 松本清張スペシャル・事故（日本テレビ）
- 顔

2005年
- 金融腐蝕列島

2014年
- 相棒 season13 - 名取恵子 役

2023年
- 相棒 Season22 - 桐生真弓 役

### 吹き替え
- アイズ ワイド シャット（マリオン〈マリー・リチャードソン〉）
- ER緊急救命室シーズンⅩ #10（シーラ）
- クラッシュとバーンスティーン（メル）
- クリミナル・マインド 特命捜査班レッドセル（ヘルナンデス刑事）
- スタートレック:ヴォイジャー
- デスパレートな妻たち
- ヒューマン・ターゲット（イルザ・プッチ〈インディラ・ヴァルマ〉）
- 名探偵ポワロ「青列車の秘密」（メイソン）※NHK版